# ФК Пуковац
ФК Пуковац је фудбалски клуб из Пуковца у општини Дољевац, Србија и тренутно се такмичи у Зони Центар, четвртом такмичарском нивоу српског фудбала.

## Историја
Клуб је основан 1929. године.